# Lac de l'Orrenaye
Le lac de l'Orrenaye, anciennement lac de l'Oronaye, est un lac de France situé dans les Alpes-de-Haute-Provence, dans le massif de Chambeyron. Logé dans le vallon de l'Orrenaye au pied du col de Ruburent, à la frontière italienne, au nord-est du col de Larche, il est situé sur le cours de l'Orrenaye.